# Newsweek
Newsweek (транскрипция: «Ньюсуик»; в переводе с англ. — «новости недели») — американский еженедельный новостной журнал, основанный в 1933 году. С 1961 по 2010 год журнал издавала компания The Washington Post Company (ныне Graham Holdings). Журнал распространялся по стране и миру и имел исключительно высокие тиражи, будучи вторым по величине еженедельником в США и уступая лишь Time по тиражу и прибыли от рекламы. После 2008 года Newsweek столкнулся с большими финансовыми трудностями и в 2012-2014 годах даже перестал выходить в бумажном варианте, полностью перейдя в онлайн-формат. С 2014 года издание бумажного журнала возобновилось; журнал издает компания IBT Media, также выпускающая журнал International Business Times.

## История
Ньюсуик немного уступает по тиражу (3160 тыс. экз.) своему главному конкуренту — журналу «Тайм».
News-Week основан в 1933 году бывшим редактором «Тайма», Томасом Мартином, и долгое время издавался в том же формате.
Первый номер вышел 17 февраля 1933 г. На обложке были напечатаны семь фотографий из новостей недели.
В 1937 году произошло слияние Newsweek с еженедельным журналом Today, который был основан в 1932 году будущим губернатором Нью-Йорка и дипломатом Уильямом Гарриманом и Винсентом Астором из выдающегося рода Асторов. В результате сделки Гарриман и Астор обеспечивали 600000 $ в венчурный фонд журнала, и Винсент Астор стал одновременно председателем Совета директоров и его основным акционером с 1937 года до его смерти в 1959 году.
В 1961 году журнал приобрела компания The Washington Post Company, которой управлял тогда Филип Грэм.
В период между 2008 и 2012 годами журнал прошел ряд внешних и внутренних изменений, целью которых была смена направления и читательской аудитории, для увеличения дохода. Вместо этого финансовые убытки увеличились: он снизился на 38 % с 2007 по 2009 год. В 2009 году убытки журнала составили около 30 миллионов долларов. В августе 2010 года владелец журнала — The Washington Post Company продала журнал 92-летнему основателю компании-производителя аудиооборудования Harman International Industries, миллиардеру Сиднею Харману за 1 $ и погашение долгов журнала. Главный редактор Джон Мичем после продажи журнала уволился.
В ноябре 2010 года Newsweek объединился с новостным и аналитическим сайтом The Daily Beast с образованием компании The Newsweek Daily Beast Company. Тина Браун, главный редактор The Daily Beast, стала редактором обоих изданий. Newsweek был в совместном владении Хармана и многоотраслевой американской интернет-компании IAC.
В октябре 2012 года Тина Браун объявила, что журнал Newsweek прекратят печатать с 31 декабря 2012 года, журнал переходит на цифровой формат и будет называться Newsweek Global.
3 августа 2013 года IBT Media объявила, что она приобрела Newsweek у компании IAC на условиях, которые не были раскрыты; приобретения включает в себя бренд Newsweek и его интернет-издание, но не включают издание The Daily Beast. В феврале 2014 года IBT Media возобновила публикацию бумажного журнала.
Штаб-квартира расположена в Нью-Йорке. Зарубежные версии выходят на семи языках: арабском, испанском, корейском, польском («Newsweek Polska»), русском («Русский Newsweek»), турецком и японском.
В 1996 — 2001 годах Newsweek сотрудничал с российским политическим журналом «Итоги». После смены собственника последнего и ухода команды Сергея Пархоменко сотрудничество прекратилось.

## «Русский Newsweek»
«Русский Newsweek» выходил с июня 2004 до 18 октября 2010 года.